# HPS Helsinki
El Helsingin Palloseura (HPS) es un equipo de fútbol de Finlandia que juega en la Kolmonen, la tercera liga de fútbol más importante del país.
Fue fundado en el año 1917 en la capital Helsinki y es un equipo deportivamente muy activo, ya que cuenta con representación en hockey sobre hielo, balonmano y baloncesto. Es uno de los equipos más exitosos de fútbol en el país, sobre todo entre 1920-30, donde ganó 5 títulos de liga. Ha ganado 9 títulos de liga, 1 título de Copa.
A nivel internacional ha participado en 2 torneos continentales, donde su mejor participación ha sido en la Liga de Campeones de la UEFA del año 1958-59, en la que fue eliminado en la Segunda ronda por el Stade de Reims de Francia.

## Palmarés
- Primera División de Finlandia: 9

1921, 1922, 1926, 1927, 1929, 1932, 1934, 1935, 1957
- Copa de Finlandia: 1

1962

## Participación en competiciones de la UEFA
- Liga de Campeones de la UEFA: 1 aparición

1959 - Segunda ronda
- Recopa de Europa de Fútbol: 1 aparición

1964 - Ronda Preliminar
| Temporada | Torneo                       | Ronda            | País            | Club                 | Marcador   | Global |
| --------- | ---------------------------- | ---------------- | --------------- | -------------------- | ---------- | ------ |
| 1958-59   | Liga de Campeones de la UEFA | Segunda ronda    | Francia         | Stade de Reims       | 0–4, v 0–3 | 0-7    |
| 1963–64   | Recopa de Europa de Fútbol   | Ronda Preliminar | República Checa | ŠK Slovan Bratislava | 1–4, v 1–8 | 2-12   |